# Dries van Agt
Andreas Antonius Maria (Dries) van Agt (Geldrop, 2 februari 1931 – Nijmegen, 5 februari 2024) was een Nederlandse jurist, hoogleraar, politicus en diplomaat. Hij was van 19 december 1977 tot 4 november 1982 minister-president van Nederland in drie achtereenvolgende kabinetten. Daarvoor was hij minister van Justitie. Hij werd na zijn premierschap onder meer pleitbezorger voor de rechten van de Palestijnen en zijn visies verschoven van conservatief naar veel linkser.

## Afkomst en studie
Van Agt was de zoon van textielfabrikant Franciscus Antonius Petrus Maria (Frans) van Agt (1899-1974), afkomstig uit Eindhoven, en Anna Godefrida Wilhelmina Sophia (Annie) Frencken (1902-1978), afkomstig uit Princenhage. Hij was de oudste van vijf kinderen en werd naar zijn grootvader van vaderszijde genoemd. Hij was een achterkleinzoon van Godefridus Marcelis Frencken, die van 1843 tot 1904 diende als burgemeester van Asten.
Hij volgde het gymnasium-A aan het Augustinianum in Eindhoven, waar Hans Gruijters een klasgenoot van hem was. Vervolgens studeerde hij rechten aan de Katholieke Universiteit van Nijmegen waar zijn latere vrouw Eugenie Krekelberg een medestudent was. In het studiejaar 1951/52 maakten zowel Van Agt als Krekelberg als respectievelijk eerste en tweede abactis deel uit van het bestuur van de senaat van het N.S.C. onder leiding van de latere KVP-voorzitter en minister Fons van der Stee als praeses. In het studiejaar 1952/53 en in 1954 was hij zelf praeses van de senaat. Tevens was hij abactis van de Juridische Faculteitsvereniging (destijds een ondervereniging van het N.S.C.), waar hij in maart 2019 voor zijn bijzondere verdiensten tot erelid werd benoemd. Hij behaalde cum laude zijn doctoraalexamen meester in de rechten in 1955.

## Loopbaan

### Juridische en wetenschappelijke loopbaan (1955-1971)
Tot 1957 werkte Van Agt als advocaat in Eindhoven. Daarna was hij tot 1962 werkzaam bij de directie Juridische en bedrijfsorganisatorische zaken van het ministerie van Landbouw en Visserij en tot 1968 bij de afdeling wetgeving publiekrecht van het ministerie van Justitie. Van 1968 tot 1971 was hij hoogleraar strafrecht en strafprocesrecht aan de Katholieke Universiteit Nijmegen.

### Politieke loopbaan (1969-1987)

#### Minister van Justitie in de kabinetten-Biesheuvel

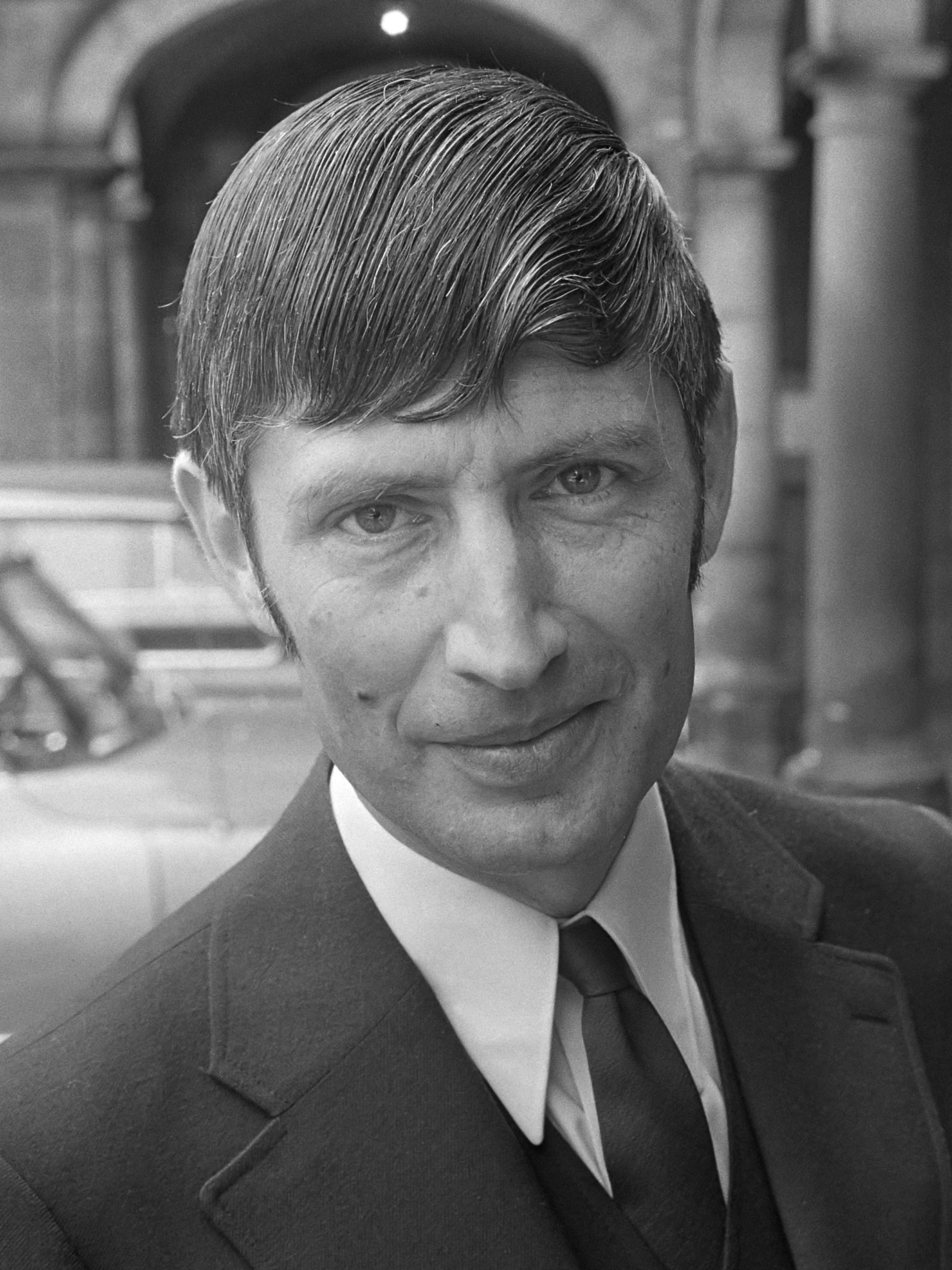
Dries van Agt (1971)

Van Agt stapte in 1969 de politiek binnen, via zijn studiegenoot Fons van der Stee. Deze had, als  KVP-voorzitter, Piet Steenkamp verzocht om Van Agt als lid te vragen voor de commissie die het nieuwe KVP-verkiezingsprogramma moest samenstellen. Van Agt bleek vervolgens ingewikkelde onderwerpen scherp en helder uit te kunnen leggen, en Steenkamp drong er bij zijn partij op aan hem in een volgend kabinet voor te dragen als minister van Justitie, wat ook gebeurde.
Van 6 juli 1971 tot 11 mei 1973 was Van Agt voor de Katholieke Volkspartij (KVP) minister van Justitie in de kabinetten Biesheuvel I en  II. Bij een kennismakingsbijeenkomst met de pers zei hij te verwachten dat hij het met de Drie van Breda, die tot langdurige gevangenisstraffen waren veroordeeld voor oorlogsmisdaden, "nog moeilijker" zou hebben dan zijn voorganger Carel Polak, die als eerste hun mogelijke vrijlating aan de orde had gesteld. Van Agt gaf hiervoor als argument dat hij de oorlog minder bewust meegemaakt had en bovendien "ariër" was. Voor het gebruik van de term "ariër" bood hij later zijn excuus aan. Toen van Agt in 1972 hun eventuele vrijlating inderdaad opnieuw aan de orde stelde, gaf dit veel discussie. Er volgde een emotionele hoorzitting en een heftig Kamerdebat. Uiteindelijk aanvaardde de Tweede Kamer de motie-Voogd en in overeenstemming hiermee werd tot nader order van vrijlating afgezien. In januari 1989 werden de twee die toen nog in leven waren alsnog vrijgelaten.

#### Minister van Justitie in het kabinet-Den Uyl

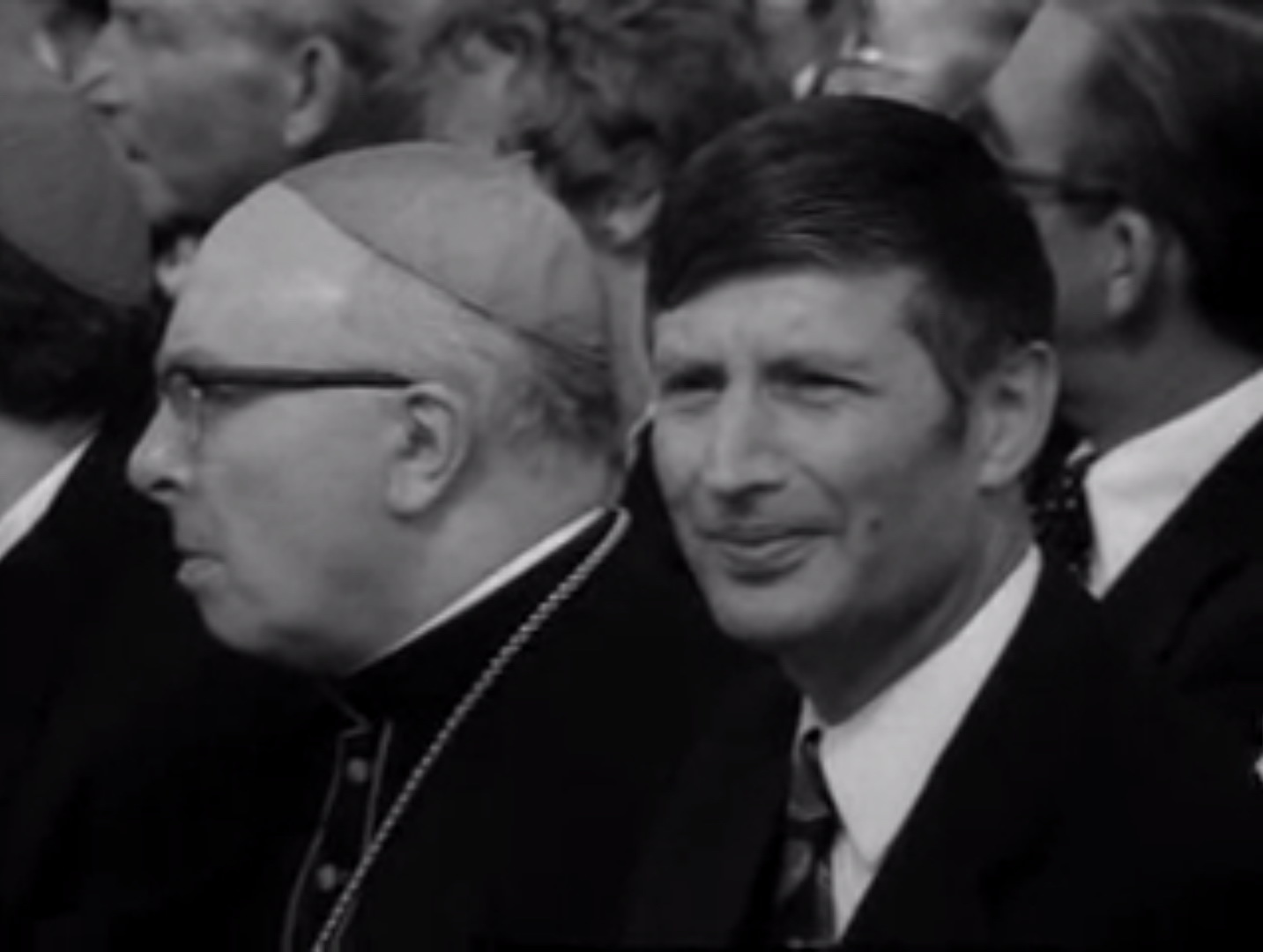
Aartsbisschop Willebrands en minister Van Agt tijdens de Heiligdomsvaart van Maastricht in 1976

In 1973 werd Van Agt opnieuw benoemd tot minister van Justitie, ditmaal in het kabinet-Den Uyl, waarvan hij tevens vicepremier werd. Hij was ook in deze regeerperiode een aantal malen het middelpunt van een politieke rel, met name toen hij de abortuskliniek Bloemenhove wilde laten sluiten (zie ook ethisch reveil), en door zijn optreden in de zaak-Menten. Hij raakte in opspraak toen een benedictijner monnik, broeder Mattheus, een broer van het met Van Agt bevriende KVP-Kamerlid Harry Notenboom, in 1974 een wapen de Scheveningse strafgevangenis wist binnen te smokkelen. Dit leidde tot een gijzeling, die door mariniers gewelddadig werd beëindigd. Eerder was de bewuste monnik de toegang tot de gevangenis blijvend ontzegd. Op voorspraak van minister Van Agt kreeg deze Notenboom weer toegang en pleegde vervolgens de wapensmokkel.
Het kabinet viel bij de kabinetscrisis over de grondpolitiek, mede door toedoen van Van Agt. Na de val van het kabinet-Den Uyl speelde Van Agt nog een belangrijke rol als demissionair minister in de treinkaping bij De Punt en de gelijktijdige schoolgijzeling in Bovensmilde, mei 1977. Na weken van onderhandelingen gaf zijn voorkeur voor een harde lijn de doorslag binnen het opgerichte crisisteam in het kabinet.

#### Lijsttrekker van het CDA
Op 11 december 1976 werd Van Agt gekozen tot de eerste lijsttrekker van het CDA, destijds nog een federatie van de drie confessionele partijen CHU, KVP en ARP, die in 1977 voor het eerst met één lijst uitkwamen (de fusie volgde in 1980). Met Van Agt als voorman wist de combinatie in 1977 de jarenlange terugloop in het aantal gewonnen kamerzetels bij de Tweede Kamerverkiezingen te keren.

#### Minister-president in het kabinet-Van Agt I

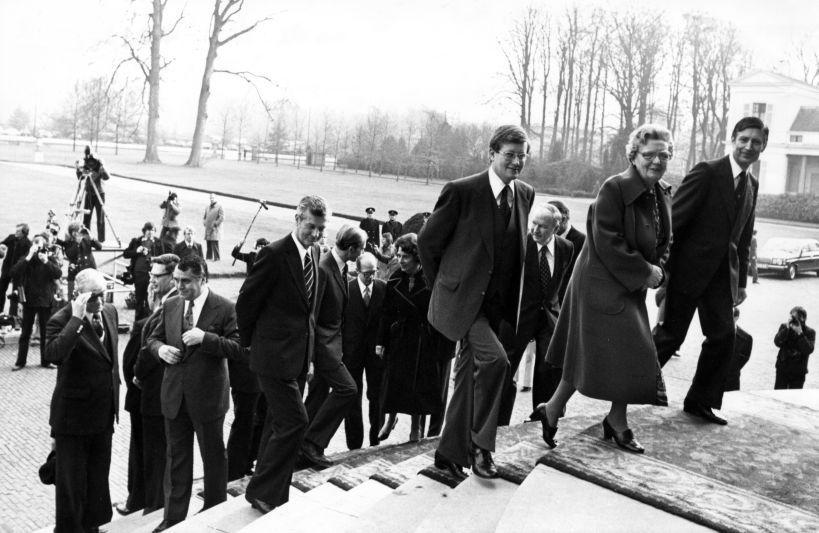
De bewindslieden van het kabinet-Van Agt I lopen na de beëdiging de trappen van Paleis Soestdijk op. Hier Van Agt naast koningin Juliana.

Bij de Tweede Kamerverkiezingen van mei 1977 behaalde de PvdA de grootste zetelwinst; de partij zette in op een formatie van een tweede kabinet-Den Uyl. Door alle incidenten tussen de KVP en de PvdA in de afgelopen regeringsperiode, gecombineerd met het feit dat ook een coalitie tussen CDA en Volkspartij voor Vrijheid en Democratie (VVD) in het verschiet lag, mislukten tijdens de kabinetsformatie dat jaar de besprekingen na een periode van zeven maanden. Uiteindelijk wist Van Agt in kort tijdsbestek het met voorman Hans Wiegel van de VVD eens te worden. Van 19 december 1977 tot 11 september 1981 was Van Agt aldus minister-president van het kabinet-Van Agt I. Van Agt zat met dit kabinet de volledige periode tot in 1981 uit.

#### Minister-president in het kabinet-Van Agt II
In 1981 verloren zowel CDA, VVD als PvdA bij de parlementsverkiezingen zetels, waardoor een voortzetting van een coalitie van CDA en VVD niet mogelijk was. Van Agt, wederom lijsttrekker van het CDA, was nu gedwongen met de PvdA in zee te gaan. Ook D'66 (veel zetelwinst onder leiding van Terlouw) deed mee aan de coalitiebesprekingen, die na drie maanden moeizaam onderhandelen resulteerden in het kabinet-Van Agt II (11 september 1981 - 29 mei 1982). In deze samenstelling kreeg Van Agt opnieuw te maken met Joop den Uyl, die als vicepremier en "superminister" van Sociale Zaken en Werkgelegenheid onder Van Agt moest dienen. Hun politieke en karakterverschillen leidden tot diverse aanvaringen en in mei 1982 viel het kabinet.
De persoonlijke verhouding tussen Van Agt en Den Uyl bleek zo verslechterd, dat toen Den Uyl in 1987 na een korte ziekte overleed, Van Agt door de familie Den Uyl niet werd uitgenodigd voor de herdenkingsbijeenkomst. Den Uyls echtgenote Liesbeth verweet Van Agt dat hij het tweede kabinet Den Uyl verhinderd had in 1977.

#### Minister-president in het kabinet-Van Agt III
Het demissionaire kabinet ging na een kabinetsformatie door als rompkabinet, met slechts ministers uit de partijen CDA en D'66, in het kabinet-Van Agt III. Voor de zes PvdA-ministers kwamen vijf nieuwe ministers van CDA en D'66 in de plaats, terwijl Van Agt in dit kabinet naast minister-president tevens minister van Buitenlandse Zaken werd.
Nieuwe Tweede Kamerverkiezingen werden uitgeschreven voor september 1982. Weliswaar liet Van Agt, moegestreden, zich overhalen weer lijsttrekker van het CDA te zijn, maar kort na de verkiezingen trok hij zich terug als kandidaat-premier en werd opgevolgd door Ruud Lubbers.

#### Kamerlid en commissaris van de Koningin in Noord-Brabant
Van 1982 tot 1983 was hij lid van de Tweede Kamer voor het CDA. Daarna werd hij benoemd tot commissaris van de Koningin in de provincie Noord-Brabant. Hij zat zijn termijn niet uit. Van Agt ging voortvarend in de provincie te werk, maar zijn solistische optreden stuitte op irritatie van de gedeputeerden. In 1987 trad hij af om een diplomatieke functie bij de Europese Gemeenschap te aanvaarden.

#### Latere politieke betrokkenheid

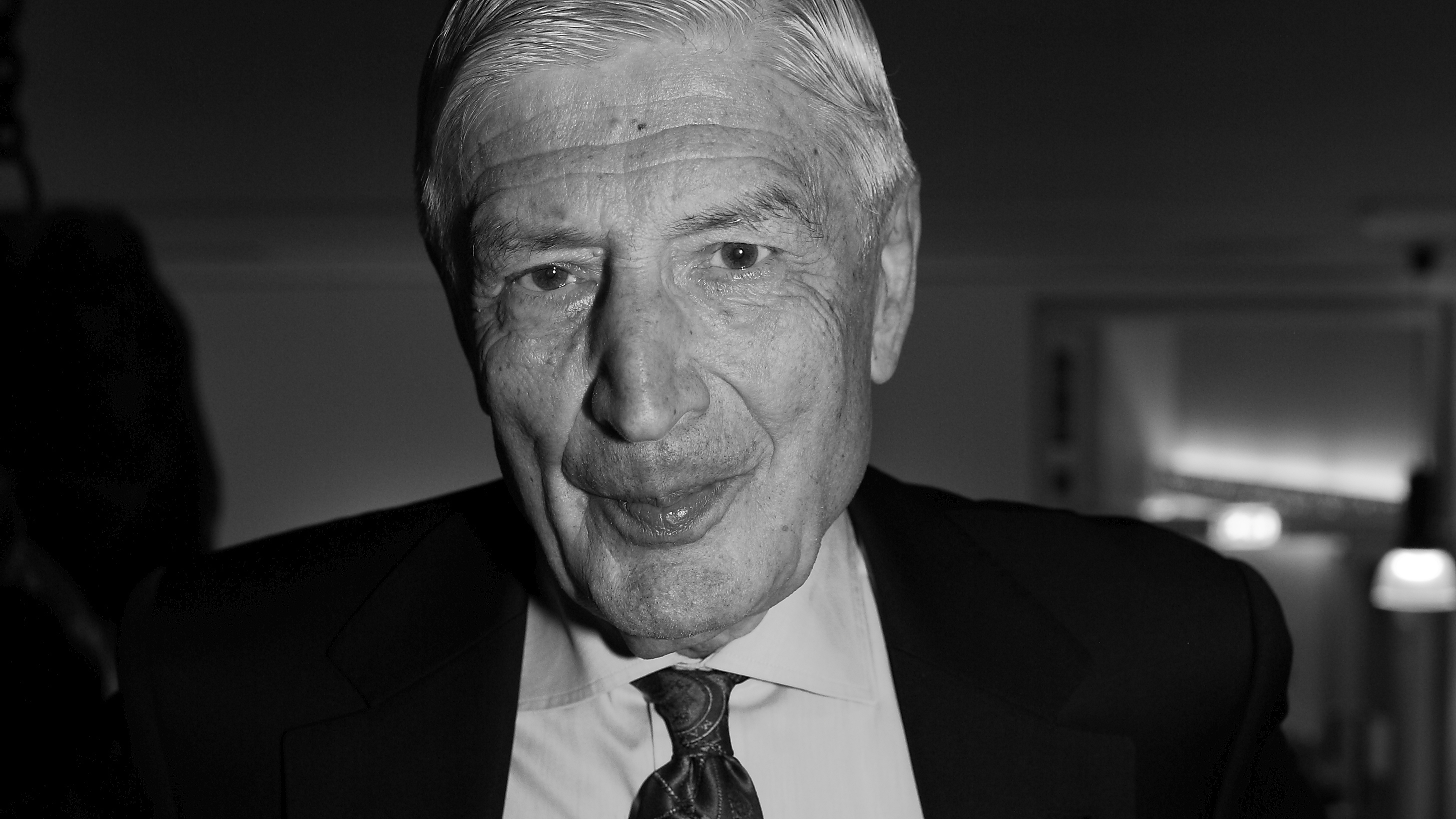
Dries van Agt in 2010

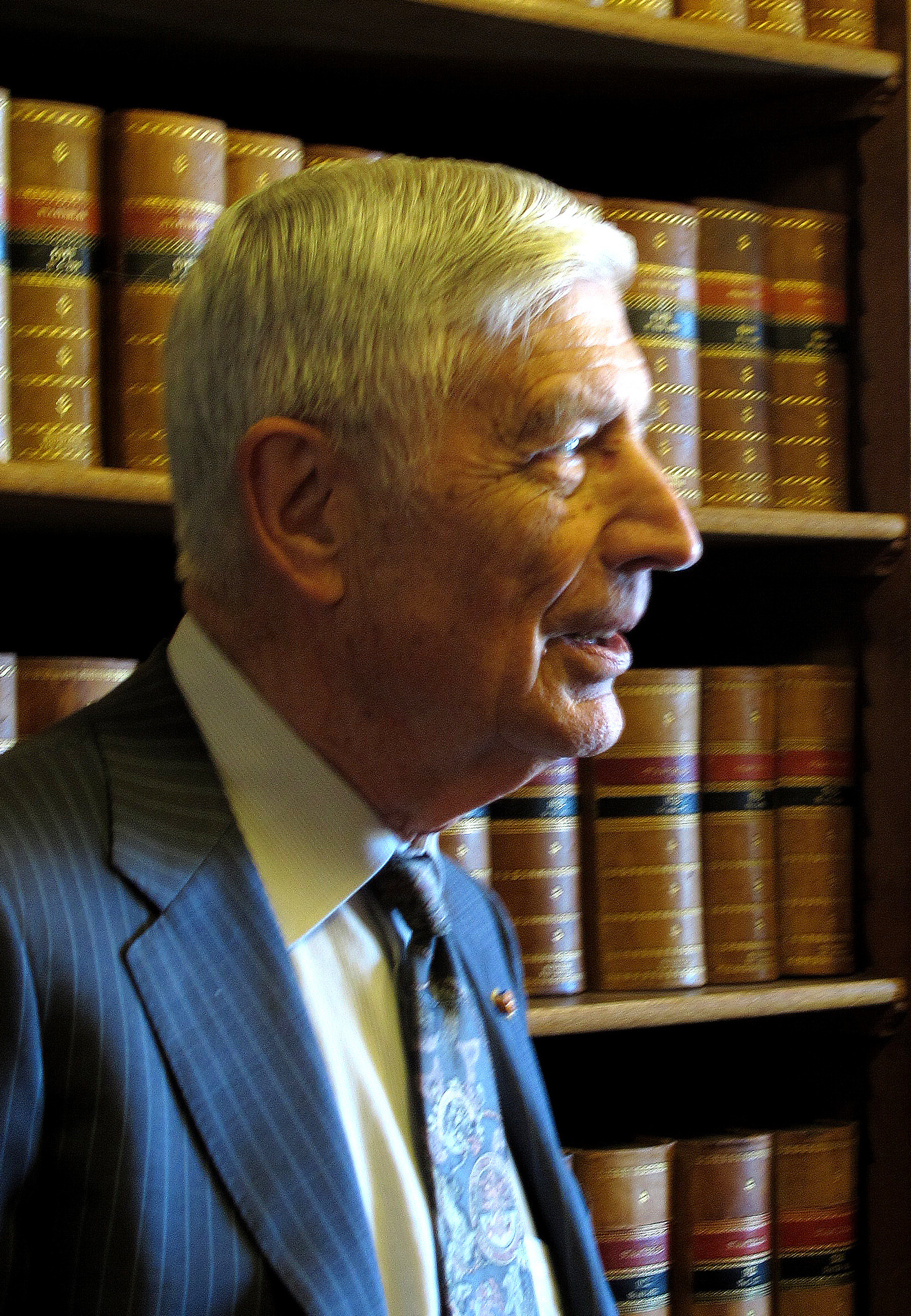
Dries van Agt in 2011

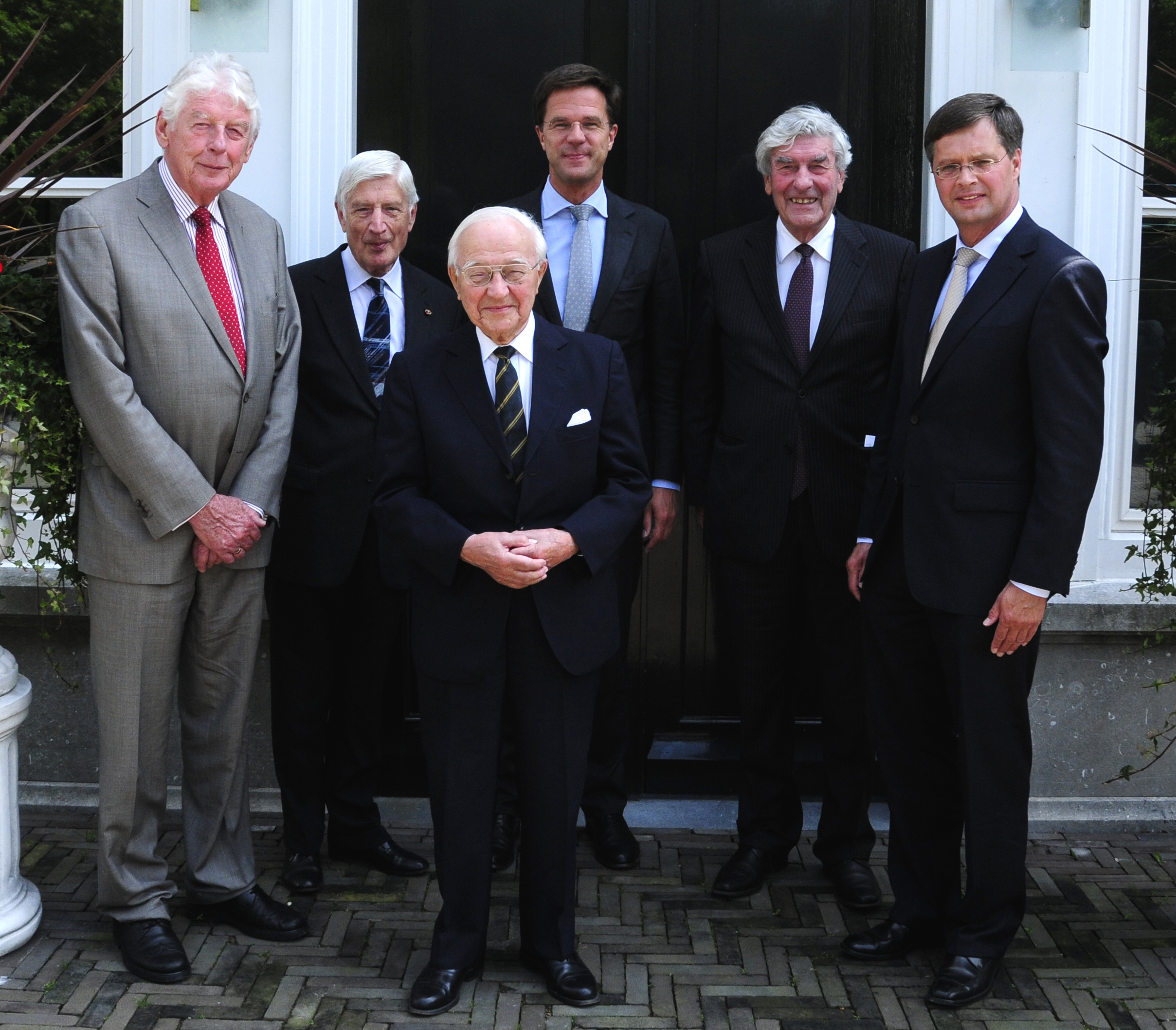
Van Agt samen met de voormalige premiers Kok (PvdA), De Jong (CDA), Lubbers (CDA), Balkenende (CDA) en Rutte (VVD)

Hoewel na 1987 niet meer politiek actief, bleef Van Agt bij tijd en wijle zijn opvattingen inzake de landelijke politiek via diverse media verkondigen. Als een van de eerste prominente oud-CDA-politici verwierp hij in 2010 de mogelijkheid van een minderheidskabinet bestaande uit CDA-VVD met gedoogsteun van de PVV. Uiteindelijk zegde hij toen zijn lidmaatschap niet op. Hij gaf later aan dat hij hoe dan ook lid zou blijven van het CDA, ook als het met de PVV in zee zou gaan. Naar eigen zeggen stemde hij bij de Tweede Kamerverkiezingen 2017 niet meer op het CDA, maar op GroenLinks.
In 2011 uitte Van Agt zijn teleurstelling over het feit dat, in tegenstelling tot Ruud Lubbers en Wim Kok, de eretitel van minister van Staat aan hem niet was verleend.
Op 21 juni 2021 maakte Van Agt bekend dat hij toch zijn lidmaatschap van het CDA ging opzeggen, omdat hij de volgens hem onbarmhartigheid van het CDA jegens het Palestijnse volk niet langer kon verdragen. Hij zegde het lidmaatschap inderdaad op.

### Diplomatieke loopbaan en gasthoogleraarschap (1987-1996)
Hij was van 1987 tot en met 1989 vertegenwoordiger van de Europese Gemeenschap in Japan. Tot 1995 vervulde hij dezelfde functie in de Verenigde Staten. In 1995-1996 vervulde hij een gasthoogleraarschap internationale betrekkingen aan de Universiteit van Kioto in Japan.

### Conservatieve pleidooien
Enige tijd trad Van Agt op als conservatief activist, onder meer binnen zijn partij, waar hij opriep tot een conservatieve 'herbronning' en anderzijds als lid van het comité van aanbeveling bij de Edmund Burke Stichting; in november 2004 stapte hij echter uit de stichting, nadat prominent lid Bart Jan Spruyt toenadering zocht tot politicus Geert Wilders.
In het tv-programma Eeuwigh gaat voor oogenblick van Kerstmis 2012 werd Dries van Agt geïnterviewd door de priester-kunsthistoricus en presentator Antoine Bodar. Hij hield een vurig pleidooi voor een terugkeer naar de traditionele liturgie van voor de hervormingen van het Tweede Vaticaans Concilie. Met name pleitte hij voor een terugkeer naar het opdragen van de H. Mis "ad orientem", dat wil zeggen de priester die de H. Mis opdraagt met het gezicht naar het oosten gericht (informeel gezegd: met de rug naar de gelovigen).

### Inzet voor Palestijnse zaak (2002-2024)
Als minister-president en minister van Buitenlandse Zaken had Van Agt met enige regelmaat blijk gegeven van sympathie voor de staat Israël, maar zijn opvattingen over het Arabisch-Israëlisch conflict veranderden later. Naar eigen zeggen was hierbij een belangrijk keerpunt een bezoek dat hij eind jaren negentig bracht aan de Universiteit van Bethlehem op de Westelijke Jordaanoever.
In 2002 behoorde hij tot de duizenden ondertekenaars van een petitie waarin de stichting Stop de Bezetting, voorgezeten door Gretta Duisenberg, ontruiming van de door Israël bezette gebieden eiste. Ook maakte hij enige tijd deel uit van het comité van aanbeveling van deze stichting.
In juni 2005 verscheen een opinieartikel van Van Agt in de Volkskrant onder de titel "Een schreeuw om recht voor de Palestijnen". De Tribune, het partijblad van de Socialistische Partij, publiceerde in september 2008 een interview met Van Agt over zijn standpunten als ambassadeur van de Palestijnen.
In augustus 2005, enkele dagen na de ontruiming van de Joodse Israëlische nederzettingen in de Gazastrook door Israël, leidde Van Agt een Europese delegatie bij een onderzoek in Israël en de Palestijnse gebieden. Doel van de missie was "om hoogstpersoonlijk die feiten waar te nemen en te beoordelen, die een bedreiging (blijven) vormen voor het vooruitzicht op een rechtvaardige vrede en die niet daadkrachtig worden aangepakt door de internationale gemeenschap". De eindrapportage noemde wantoestanden die aan het optreden van de staat Israël werden geweten. Het rapport concludeerde dat "een meer vastberaden internationale interventie" nodig is "om Israël aansprakelijk te houden en naleving van het internationale recht af te dwingen". Het sprak zich uit voor militaire en economische sancties door de EU-lidstaten tegen Israël om Israël te dwingen de bouw van nederzettingen en van de Westoeverbarrière te staken.
In 2004 werd Van Agt voorzitter van de adviescommissie van de in Nederland gevestigde pro-Palestijnse stichting International Forum for Justice and Peace. Op 12 november 2005 publiceerde De Telegraaf een artikel met kritiek op Van Agt onder de titel "Op kruistocht met de DUIVEL". Hierin werd onder meer geschreven dat een zekere Israel Shamir toen ook lid was van deze commissie en dat Van Agt "begrip" zou hebben getoond voor zelfmoordaanslagen. Van Agt diende vervolgens een klacht in bij de Raad voor de Journalistiek. Deze klacht werd op een van de vier punten (nl. de bewering dat Van Agt begrip zou hebben getoond voor de zelfmoordaanslagen) gegrond verklaard.
In september 2009 verscheen van de hand van Van Agt het ruim 350 pagina`s tellende boek Een schreeuw om recht, de tragedie van het Palestijnse volk bij uitgeverij De Bezige Bij.
Op 10 december 2009, de Internationale Dag van de Rechten van de Mens, werd op initiatief van Van Agt "The Rights Forum" gelanceerd, een stichting die zich zegt in te zetten voor een rechtvaardig Midden-Oostenbeleid van de Nederlandse regering en wil dat Nederland zich actief inzet om bij alle partijen in het Arabisch-Israëlisch conflict respect voor het internationaal recht af te dwingen. Van Agt beschouwde de opbouw van de organisatie als de kroon op zijn lange loopbaan. Tot 2015 was hij voorzitter van de stichting en daarna tot zijn dood erevoorzitter.
Op 12 juni 2013 sprak Van Agt als initiatiefnemer van het burgerinitiatief "Sloop de muur" in de Tweede Kamer. Hier gaf Van Agt een inleiding over de Israëlische barrière op de grens van de Westelijke Jordaanoever. Van Agt keerde na dertig jaar terug in de Tweede Kamer en sprak van een "bijzondere ervaring".
Op 16 juli 2014 schreef Van Agt een open brief aan minister-president Mark Rutte. Van Agt reageerde met de brief op uitspraken van de minister-president tijdens het televisieprogramma NOS Gesprek met de minister-president omtrent Gaza. Van Agt noemde het gesprek een "horreur".
Op het terrein van YMCA in Bethlehem bevindt zich een stuk grond met oude olijfbomen, ontworteld door het Israëlische defensieleger om ruim baan te maken voor Israëlische nederzettingen enz. Ze zijn daar herplant door prominenten. Er is op die plaats ook een boom van ca. 500 jaar oud die herplant is door Van Agt.
Op 5 september 2016 vertelde Van Agt voor de EenVandaag-camera dat bij het bezoek van premier Benjamin Netanyahu een dag later aan Nederland hij "als oorlogsmisdadiger meteen door kan gaan naar het Internationaal Strafhof in Den Haag".
In 2019 kwam een nieuw boek(je) van zijn hand uit: "Palestina in doodsnood". Zoals uit de titel blijkt luidt Van Agt hier de noodklok over de situatie van het Palestijnse volk in wat nog rest van de regio Palestina. Hij voorziet een "humanitaire ramp" als de impasse niet wordt doorbroken en de staat Israël niet aan het internationaal recht wordt gehouden. Een probaat middel om druk op Israël uit te oefenen zag hij in de BDS-beweging. Vaak werd Van Agt beschuldigd van antisemitisme, maar zelf verwierp hij deze aantijging uitdrukkelijk.

## Persoonlijk leven

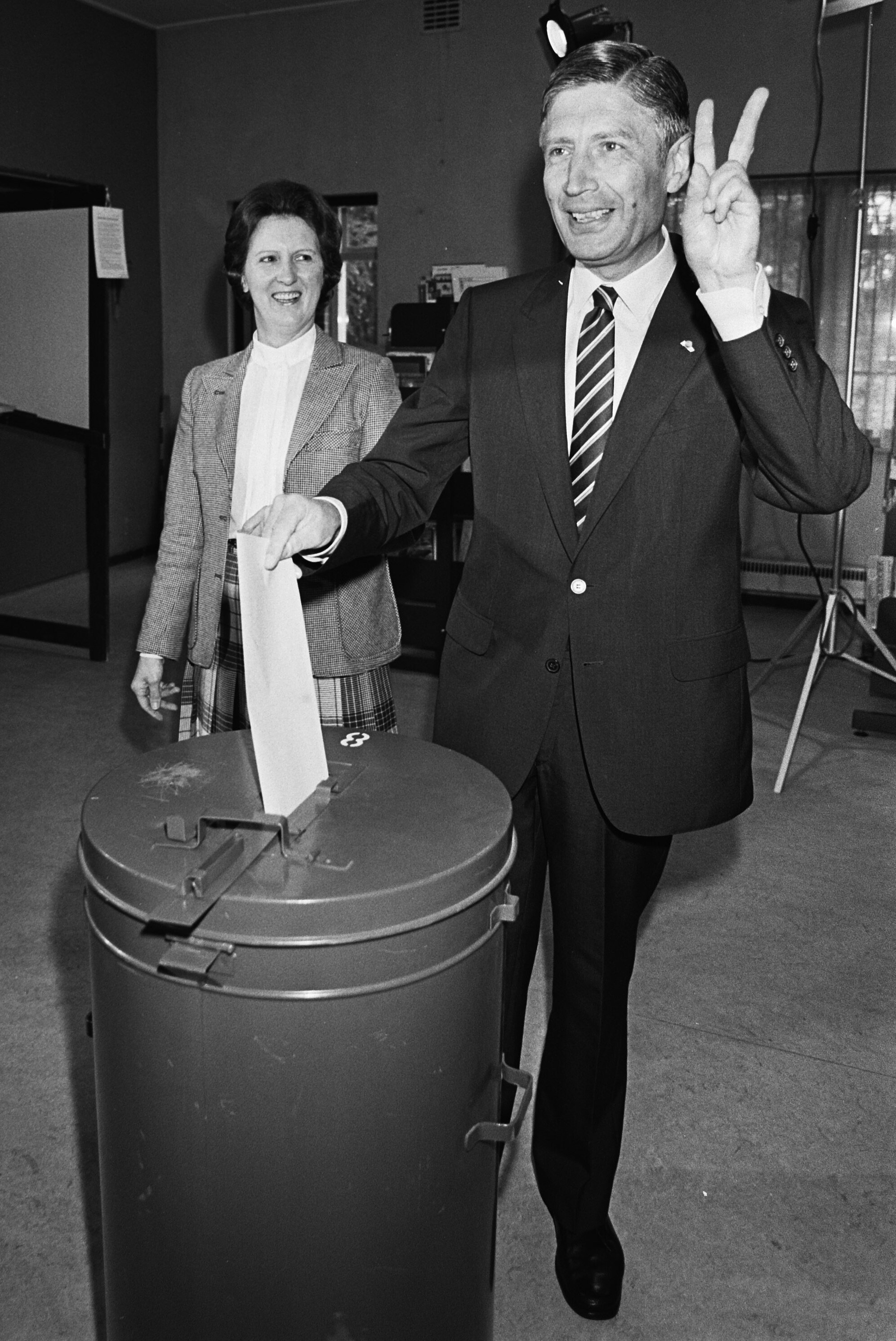
Dries van Agt en zijn eega Eugenie van Agt-Krekelberg (1981)

Van Agt was van 1958 tot hun beider overlijden gehuwd met Eugenie Krekelberg (1930-2024). Ze kregen drie kinderen. De wielrenster Eva van Agt (1997) is een van zijn kleinkinderen. Van Agt was een liefhebber van wielrennen. Hij bezocht meerdere keren de Ronde van Frankrijk en was diverse keren in wieleruitrusting op de televisie te zien. Op 4 juni 1979 reed hij mee in de Fietselfstedentocht.
In mei 2019 werd Van Agt getroffen door een hersenbloeding, terwijl hij bezig was met een toespraak in het Nutshuis in Den Haag in het kader van de Nakba-herdenking georganiseerd door de Palestijnse Missie. Hij herstelde, maar had nog last van de naweeën en kampte sindsdien met een broze gezondheid.
In de zomer van 2023 werd door de priester van hun parochiekerk, de Cenakelkerk in Heilig Landstichting, aan het echtpaar het sacrament voor de zieken toegediend. Van Agt stierf op 5 februari 2024, drie dagen na zijn 93-ste verjaardag, samen en hand in hand met zijn echtgenote door middel van duo-euthanasie. Zij werden op 8 februari in besloten kring begraven op Begraaf- en Gedenkpark Heilig Land Stichting, waarna hun overlijden de volgende dag wereldkundig werd gemaakt. Bij de uitvaartdienst behoorden Jan Terlouw en Hans Wiegel tot de aanwezigen.
Enkele dagen na zijn overlijden zond de NTR een laatste met hem, in 2015, opgenomen tv-interview door Jeroen Pauw uit. Hij zei hierin dat hij zich schaamde dat hij tussen 1971 en 1982 de opvoeding van zijn drie kinderen geheel aan zijn vrouw had overgelaten.

## Taalgebruik
In de media viel Van Agt op door zijn niet-alledaagse taalgebruik; hij doorspekte zijn zorgvuldig geformuleerde volzinnen met min of meer archaïsche uitdrukkingen als "gij", "mijn waarde" of "sapristi". Zo zei hij over zijn eerste regeringsploeg dat "het geen kabinet moest worden van luiaards, ijdeltuiten en non-valeurs". De markante uitlatingen van Van Agt uit die periode zijn verzameld in het boekje Sapristi! Van Agt. Opmerkelijke, komische en bizarre uitspraken van een regeringsleider (1981) van Elsevier-journaliste Dieudonnée ten Berge.
Over zichzelf zei Van Agt eens: "Ik ben weleens razend, maar te introvert om daarvan te doen blijken" en "Ik leef niet zo gemakkelijk, neen, nogal zwaartillend, meer moeder dan vader." In 1980 merkte Van Agt over zijn politieke carrière op dat hij eigenlijk een eendagsvlieg was, die reïncarneerde in een resistent reptiel. En over zijn taalgebruik: "Ik weet dat het markant genoeg is om mensen te epateren, anderen te irriteren. Het is een uiting van een zekere ijdelheid en het bevalt om je zo te profileren."

## Onderscheidingen
- Grootkruis in de Orde van Oranje-Nassau (K.B. van 13 december 1982 no. 7);[43]
- Eremedaille voor Voortvarendheid en Vernuft van de Huisorde van Oranje (19 september 1974);
- Inhuldigingsmedaille 1980 (K.B. van 30 april 1980 no. 3)[44]
- Erepenning Provincie Noord-Brabant;
- Ereburger van Geldrop-Mierlo;
- Ereburger van Lille (Frankrijk);
- Grote Ster in de orde van Jeruzalem (De Palestijnse gebieden).[45]

In 2009 kreeg hij van het Hash Marihuana & Hemp Museum de Cannabis Cultuurprijs.

## Uitgeoefende nevenfuncties
- lid InterAction Council;
- lid COEUR (Council on European Responsibilities), Genève/Brussel;
- lid Comité d'Action pour un Parlément Mondial, Neuilly sur Seine;
- lid International Ethical, Political and Scientific Collegium, Parijs;
- lid International Board of Regents "Bethlehem University", sinds 2001.
- lid raad van advies Museum Het Ursulinenconvent - Internationaal Museum voor Familiegeschiedenis sinds 2012

In 2014 was hij eenmalig juryvoorzitter van het Groot Dictee der Nederlandse Taal.

## Literatuur

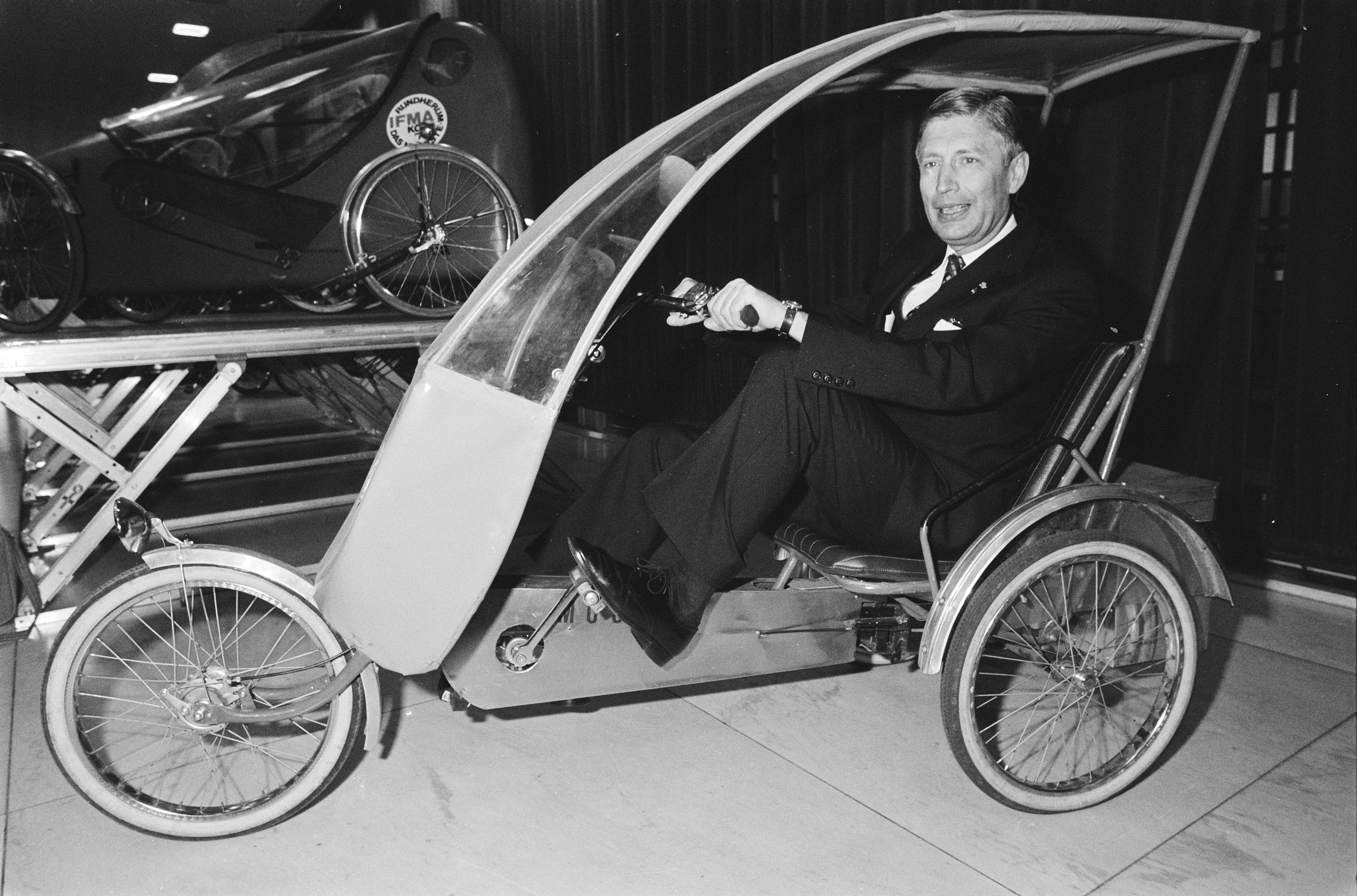
Als wielerliefhebber opent premier Van Agt hier het Wereld Fiets Congres in 1982